# Caren Chebet
Caren Chebet (24 maggio 2000) è una siepista keniota.

## Palmarès
| Anno | Manifestazione          | Sede         | Evento       | Risultato | Prestazione | Note                                             |
| ---- | ----------------------- | ------------ | ------------ | --------- | ----------- | ------------------------------------------------ |
| 2019 | Mondiali U18            | Nairobi      | 2000 m siepi | Oro       | 6'24"80     | Miglior prestazione mondiale stagionale under 18 |
| 2019 | Campionati africani U20 | Abidjan      | 3000 m siepi | Argento   | 9'51"41     |                                                  |
| 2022 | Campionati africani     | Saint-Pierre | 3000 m siepi | Bronzo    | 9'43"64     |                                                  |
| 2024 | Africani di cross       | Hammamet     | Individuale  | 6ª        | 33'40"      |                                                  |
| 2024 | Giochi Panafricani      | Accra        | 3000 m siepi | 7ª        | 10'03"31    |                                                  |

## Campionati nazionali
2019
- 5ª ai campionati kenioti, 3000 m siepi - 10'04"01

2022
- Bronzo ai campionati kenioti, 3000 m siepi - 9'31"69

2023
- Argento ai campionati kenioti, 3000 m siepi - 9'35"68

2024
- 11ª ai campionati kenioti, 1500 m piani - 4'38"72
- 28ª ai campionati kenioti di corsa campestre - 35'06"

2025
- Bronzo ai campionati kenioti, 3000 m siepi - 10'01"64
- 6ª ai campionati kenioti di corsa campestre - 35'19"

## Altre competizioni internazionali
2018
- 9ª allo Shanghai Golden Grand Prix ( Shanghai), 3000 m siepi - 9'46"58

2025
- 12ª al Meeting de Paris ( Parigi), 3000 m siepi - 9'40"04
- Bronzo agli FBK Games ( Hengelo), 3000 m siepi - 9'22"35